# Atavistic Records
Atavistic Records is een onafhankelijk Amerikaans rock- en jazz-platenlabel, dat bekend is door zijn no wave- en free jazz-platen. Het label werd in 1985 in Columbus, Ohio opgericht door Kurt Kellison. Aanvankelijk was het een video-label voor live-opnames van groepen als Live Skull en The Flaming Lips. Sinds 1988 is het label gevestigd in Chicago. Atavistic Records heeft sinds 2000 ook een reissue-label, Unheard Music Series, waarop free jazz-platen opnieuw worden uitgegeven.
Artiesten die op Atavistic Records uitkwamen, zijn onder meer Glenn Branca, Lydia Lynch, Cabaret Voltaire, Foetus Inc, Einsturzende Neubauten, Lee Ranaldo, Peter Brötzmann, Steve Lacy, Elliott Sharp, Zeena Parkins, Larry Ochs en Han Bennink.